# هارولد جافي
هارولد جافي (بالإنجليزية: Harold Jaffe)‏ (8 يوليو 1944، نيويورك في الولايات المتحدة)؛ صحفي وروائي أمريكي.